# Höchlstraße
Die Höchlstraße ist eine Innerortsstraße im Stadtteil Bogenhausen der Landeshauptstadt München. In der zweiten Jahreshälfte 1944 befand sich in der Höchlstraße ein Außenlager des Konzentrationslagers Dachau.

## Verlauf
Die Straße im Bogenhausener Villenquartier beginnt am nördlichen Ende der das östliche Isarhochufer begleitenden Maria-Theresia-Straße, die sie mit einem nahezu rechtwinkligen Knick nach Osten fortsetzt. Die verhältnismäßig kurze Straße quert die Möhlstraße mit einem Rondell und endet an der Ismaninger Straße.

## Bebauung

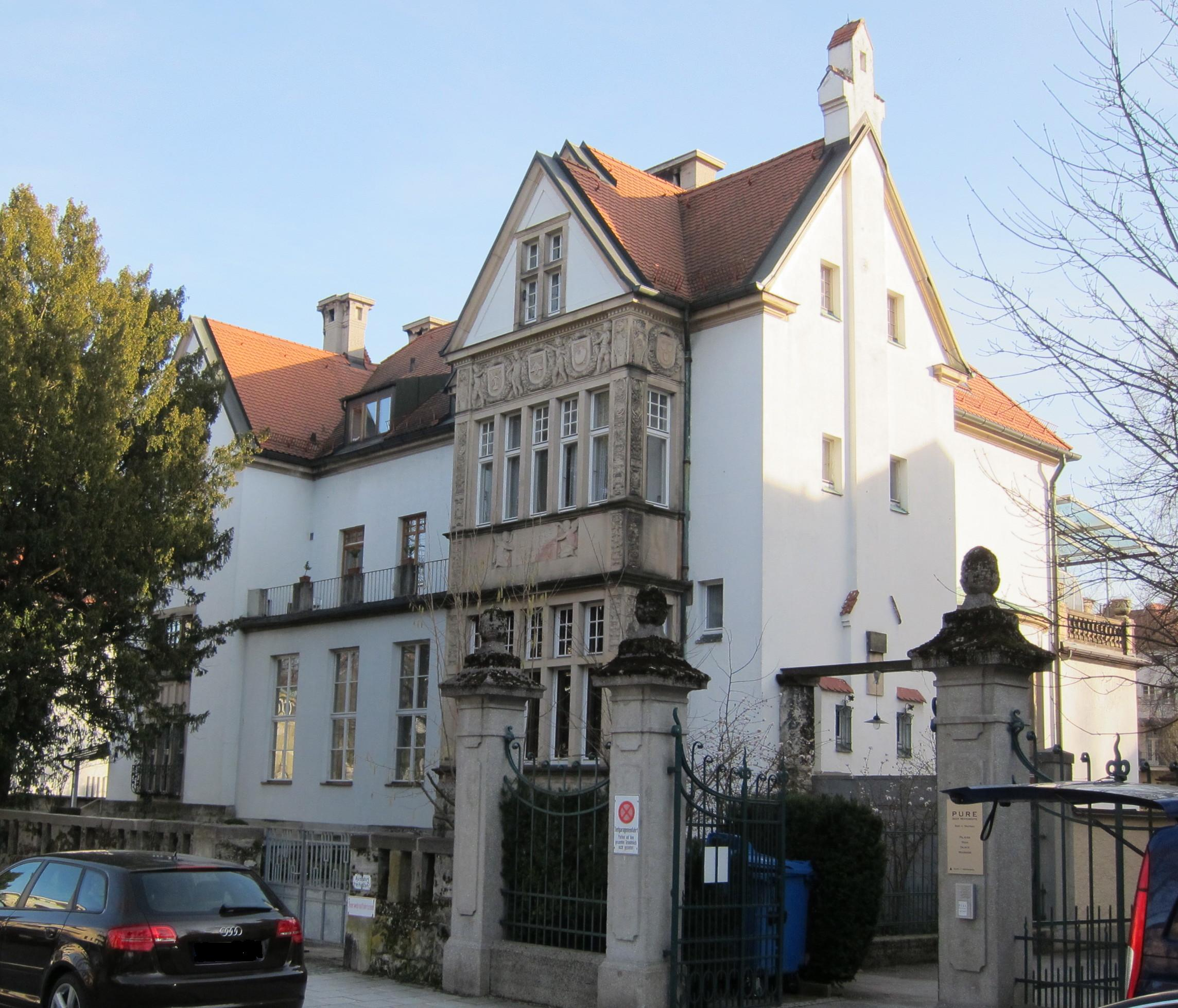
Höchlstraße 4

In der Nachkriegszeit standen in der Höchlstraße bis in die 1950er Jahre überwiegend Holzbaracken, in denen Einzelhandelsgeschäfte untergebracht waren. Teilweise gehörten sie zum Schwarzmarkt der Möhlstraße.
- Nr. 1:
- Nr. 2: Diesel-Villa. Die repräsentative Villa von Rudolf Diesel wurde von 1899 bis 1901 nach Entwurf von Max Littmann in aufwändiger Bauweise errichtet (Diele über zwei Stockwerke, doppelte Grundmauern, mechanisch gekoppelte Doppelfenster).[3][4]
- Nr. 3: ehemals Villa Winklhofer, 1901/02 von Leonhard Romeis, für den Fabrikanten Johann Baptist Winklhofer der Wanderer-Fahrradwerke errichtet, im Zweiten Weltkrieg zerstört, in der Ruine die „Devisenbörse“ des Schwarzmarkts an der Möhlstraße.[5] Das Gebäude ist durch einen Neubau ersetzt.
- Nr. 4: Haus Lindenhof (München). 1903/04 von Max Littmann als eigenes Wohnhaus in historisierenden Formen errichtet.[6] Reicher plastischer Dekor von Heinrich Waderé, Bronzefiguren von Georg Pezold.[7]

## Bezeichnung
Die Straße trägt ihre Bezeichnung nach Joseph Höchl (1777–1838), Stadtbaumeister und Ziegeleiunternehmer.